# Sprödarv
Sprödarv (Myosoton aquaticum) är en växtart i familjen nejlikväxter. 